# Добрі Молодці (ВІА)
 «Добрі молодці» -  радянський і  російський вокально-інструментальний ансамбль (ВІА).

## Історія
Основу ансамблю «Добрі молодці» склали учасники ленінградської біт-групи «Авангард», заснованої у 1963 р., що почала постійні виступи в 1965 р. 

Перший склад:
- Олександр Петренко (лідер-гітара / вокал)
- Борис Самигін (ритм-гітара / вокал)
- Володимир Антипин (бас-гітара / вокал)
- Євген Маймістов (ударні) / вокал.

У 1965 р. гурт працював у студентських клубах, кафе і, будучи практично першою біт-групою в місті, користувалася величезною популярністю. 

У 1967 р. керівник найвідомішого джаз-оркестру І. В. Вайнштейн запросив групу «Авангард» у свою програму. Відбувся перший експеримент роботи біт-групи з біг-бендом. У 1968 р. група виїхала на Далекий Схід, а навесні 1969 р. почалася робота над новою програмою, одне відділення якої становили російські народні пісні, а інше — естрадні. Так народилася шоу-програма та ансамбль «Добрі молодці».
У 1969 р. ансамбль поповнився саксофоністом і флейтистом Ігорем Петренко, трубачем Віктором Іездіковским і вокалістом Володимиром Кириловим.
З 1970 р. ВІА «Добрі молодці», котрий повністю складався з ленінградських музикантів, став працювати в Росконцерті, у Москві. На той час, під впливом «Blood, Sweat & Tears» і « Chicago», ансамбль збагатився духовою групою:
- Ярослав Янса (труба)
- Олександр Морозов (тромбон)
- Саксофоніст  Всеволод Левенштейн (він же Сєва Новгородцев) керував ВІА в період з 1972 р. по 1974, після чого емігрував у 1975 р. до Великої Британії.

На цей час в ансамблі знову став працювати  Юрій Антонов, який ще у 1967 році деякий час був учасником групи «Авангард».
У 1973 р. в колектив прийшов молодий московський композитор  Анатолій Кисельов, який опинився в «Добрих молодцях» єдиним музикантом з консерваторською освітою. Початок 1970-х років - період найвищої популярності ВІА «Добрі молодці». Завдяки пісням Ю. Антонова ( «Про добрих молодців», «Ще вчора», «Закінчується літо» та інші), співпраці з  Давидом Тухмановим ( «Галина», «Я їду до моря»), а також оригінальним обробкам російських народних пісень, ансамбль постійно збирав повні концертні зали і палаци спорту.
«Добрі молодці» виконали і записали одну з перших пісень початкуючого тоді  В'ячеслава Добриніна. Як і крізь більшість ансамблів того часу, через ВІА «ДМ» транзитом пройшло багато музикантів: В. Петровський ( «Квіти»), А. Лерман ( «Веселі хлоп'ята »), Р. Власенко («Галактика»), В. Васильєв («Квіти», «Круг»,«Співочі гітари»),  Олексій Глизін та інші.
У програмі ансамблю брала участь фолк-співачка  Жанна Бічевська. 
До початку 1975 р. навколо Анатолія Кисельова, що на той час керував «ДМ», почала збиратися цікава, талановита молодь. У 1975 р. з  Олександром Лєрманом помолоділі «Молодці» заспівали «Серце, моє серце» в знаменитому альбомі  Давида Тухманова «За хвилею моєї пам'яті», а в 1976 р. записали серію пісень  Олександра Флярковського на вірші  О. Дідурова для художнього фільму «Розіграш». Наприкінці сімдесятих з ВІА «Гамма»  перейшов музикант Андрій Костюченко (бас гітара, клавішні, акордеон, гітара, вокал). Андрій Костюченко в ансамблі працює і донині. 
Пізніше «Добрі молодці», подібно до більшості ВІА, гастролювали країною, записали десяток пластинок з піснями радянських композиторів, у 1982 р. записали музичний супровід до новорічного телефільму « Чародії». У 1983  Анатолій Кисельов запросив у ВІА «Добрі молодці»  Сергія Коваленко (бас-гітара, вокал) і  Георгія Мещерякова (ритм-гітара, вокал). 
У 1989 р., після розпаду «Росконцерту», ВІА пішли в творчу відпустку аж до початку 1994 р..
Наприкінці 1993 р. Георгій Мещеряков, Сергій Коваленко та Андрій Кирисов зустрілися і вирішили відновити діяльність легендарного колективу втрьох, запрошуючи на концерти музикантів. У 1994 р. вони виступили на фестивалі «Ялта - Москва транзит» з піснею «Воскресіння» .
У 1995 році ініціатори відродження ВІА «Добрі Молодці» дали інтерв'ю Першому каналу .

## Колишні учасники
- Олексій Глизін
- Максим Капітанівський
- Юрій Антонов
- Сєва Новгородцев (саксофон)
- Сергій Петров (гітара)
- Людмила Барикіна (вокал) (1975)
- Микита Зайцев (гітарист і скрипаль)

## Дискографія
Грамплатівки (вініл):
- 1973 - «Мелодія». Пісні Давида Тухманова. Ансамбль «Добрі молодці». «Я їду до моря» (В. Харитонов).
- 1974 - «Мелодія». Пісні Давида Тухманова. Ансамбль «Добрі молодці» - «Галина» (Л. Завальнюк).
- 1974 - «Мелодія». Давид Тухманов. «Ця весела планета». (Диск-гігант) Ансамбль «Добрі молодці» - «Галина» (Л. Завальнюк), «Я їду до моря» (В. Харитонов).
- 1975 - «Мелодія». ВІА «Добрі молодці». Керівник Володимир Антипин. «У весни і любові» (В. Антипин - А.  Ольгин), «Золотий світанок» (Баррі Річард, російський текст Л. Дербеньов), «Про тебе, напевно» (В. Антипин -   Гаджікасімов).
- 1975 - «Мелодія». Вірші та пісні Михайла Пляцковского. (Диск-гігант) Ансамбль «Добрі молодці» - «морзянка» (М. Фрадкін).
- 1975 - «Мелодія». Пісні В'ячеслава Добриніна. Ансамбль «Добрі молодці» - «Як щасливим бути» (II. Шаферан).
- 1976 - «Мелодія». Давид Тухманов. «За хвилею моєї пам'яті». «Серце, моє серце» (І. В. Гете, переклад В. Левіна) - соліст Олександр Лерман (ВІА «Добрі молодці»).
- 1976 - «Мелодія». Пісні на вірші Ігоря Кохановського. Ансамбль «Добрі молодці» - «Садове кільце» (Ю. Антонов) - соліст Олександр Лерман, «Хіба бути могло таке» (В. Добринін) - солістка Людмила Барикіна, «Важка любов» (А. Кисельов) - соліст Олександр Лерман.
- 1977 - «Мелодія». Московський ансамбль «Добрі молодці». Керівник Анатолій Кисельов. «Метелики літають» (А. Флярковський - А. Дідур), «Кеди» (А. Флярковський - Л. Дербеньов), «Вереснева мелодія» (А. Флярковський - А. Дідур).
- 1978 - «Мелодія». Пісні Юрія Антонова на вірші Ігоря Кохановського. Ансамбль «Добрі молодці» - «Винен, листопад» (Ю. Антонов), соліст Роман Власенко, «Без тебе» (Ю. Антонов) - солістка Людмила Барикіна.
- 1978 - «Мелодія». «Мелодії екрану». Пісні з кінофільму «Розіграш». Вокальна група ансамблю «Добрі молодці» і оркестр Держкіно під керуванням Георгія Гараняна - соліст В'ячеслав Кисельов.
- 1978 - «Мелодія». ВІА «Добрі молодці» - керівник Анатолій Кисельов (перший і єдиний диск-гігант). Пісні Олександра Флярковського. «Прощальний вальс», «Стрижі», «Що прийде», «Подивися на мене», «Перший дощ» - пісні з кінофільму «Розіграш» на вірші Олексія Ді-Дурова, «Людина-бог» (Н. Олев), «Росія»(М. Сергєєв),« Вереснева мелодія »(А. Дідур), «Кеди»(Л. Дербеньов).
- 1978 - «Мелодія». Пісні на вірші Ігоря Кохановського «Бабине літо» (диск-гігант) ансамбль «Добрі молодці» - «Важка любов» (А. Кисельов), «Садове кільце», «Винен листопад», «Без тебе» (Ю. Антонов).
- 1978 - «Мелодія». «Для вас, жінки» - ансамбль «Добрі молодці» - «Вдень і вночі» (Ю. Саульський-М. Таніч).
- 1979 - «Мелодія». ВІА «Добрі молодці» - керівник Анатолій Кисельов. Пісні Оскара Фельцмана. «Ти назавжди», «Місце під сонцем», «Ви не зі мною» (вірші Н. Олев), «Тільки погляд» (Е. Долматовський).
- 1980 - «Мелодія». ВІА «Добрі молодці» - керівник Анатолій Кисельов. Пісні Анатолія Кисельова. «Біла фата» (В. Попков), «Що з тобою» (В. Татаринов), «Був місяць травень» (І. Кохановський).
- 1982 - «Мелодія». Ансамбль «Добрі молодці» - керівник Анатолій Кисельов. «Твій погляд» (А. Кисельов - Б. Дубровін), «Ось одна знайдеться» (І. Якушенко - І. Шаферан), «Гойдалки» (Л. Рід, російський текст М. Белякова), «Наша любов» (П . Аедоницкий - А. Дементьєв).
- 1983 - «Мелодія». «Пласка планета» - Пісні на вірші Леоніда Дербеньова, (диск гігант). Ансамбль «Добрі молодці» - «Кентаври» (Е. Крилатов).
- 1984 - «Мелодія». Євген Крилатов «Уяви собі» вірші Леоніда Дербеньова. Пісні з телефільму «Чародії» (диск-гігант). Ансамбль «Добрі молодці» - «Пісенька про сніжинку» - виконує Оля Різдвяна, «Кентаври».
- 1984 - «Мелодія». «Прийде і до вас любов» (диск-гігант) - ансамбль «Добрі молодці» - «Ранкова пісня» (Р. Різдвяний)

Компакт-диски:
- 1995 - «Апрелівка саунд продакшн» - «Лев пішов з дому» (з архівів фірми «Мелодія»).
- 1995 - «Квадро-диск». ВІА «Добрі молодці». «Всі кращі пісні 70-х».
- 1995 - «Ер Ем Джей». ВІА «Добрі молодці» - «Ще раз про футбол». Пісні Олександра Клевицького на вірші Михайла Шаброва.
- 1996 - «Мороз рекордз». ВІА «Добрі молодці» - «Пам'ятаю в дитинстві я ...».
- «Давай поїдемо до моря» - пісні на вірші Ігоря Кохановського. «Добрі молодці» - «Важка любов», «Садове кільце», «Моє багатство» (записи 1977 року).
- «Бабине літо» - пісні на вірші Ігоря Кохановського - «Добрі молодці» - солістка Людмила Барикіна - «Я проживу і без тебе» (запис 1977 року).
- 2004 - «Квадро-диск» ВІА «Добрі молодці» - «Золотий світанок». (Старі і нові пісні) - запис 2004 року.

## Фільмографія
- Музичний телефільм «Добрі молодці про Русь співають», 1970
- « Розіграш» - кіностудія «Мосфільм" 1978 г. - музична доріжка з піснями у виконанні вокального гурту ВІА «Добрі молодці» під керівництвом Анатолія Кисельова.
- « Чародії» - Одеська кіностудія на замовлення Держтелерадіо СРСР 1982 р. Запис саундтреку. Учасники ВІА грають епізодичні ролі музикантів самодіяльного ансамблю «Поморін».
- «Домовики, або Сон у зимову ніч» - творче об'єднання « Екран» 1987 р. - мультфільм для дорослих.
- « 32 грудня» - творче об'єднання « Екран» 1988 р. - мультфільм для дорослих.